# Jordan Hasquet
Jordan Hasquet (* 21. Mai 1985 in Missoula, Montana) ist ein ehemaliger US-amerikanischer Basketballspieler. Nach dem Studium in seiner Heimatstadt wurde Hasquet Profi und gewann 2010 mit den Starwings Basel den Schweizer Basketball Cup. In der Basketball-Bundesliga 2011/12 erzielte Hasquet mit 38 Punkten für den deutschen Erstligisten Phoenix Hagen, den Bestwert für erzielte Punkte in einem Einzelspiel der damaligen Saison.

## Karriere
Hasquet wuchs in seinem Geburtsort auf, wo auch der spätere NBA-Profi Larry Krystkowiak während seiner Studienzeit in Hasquets Elternhaus wohnte. Nach dem Schulabschluss ging Hasquet zum Studium an die University of Montana – Missoula am gleichen Ort, wo er ab 2005 fest zum Kader der Hochschulmannschaft Grizzlies in der Big Sky Conference der NCAA gehörte. 2006 verteidigte Hasquet zusammen mit unter anderem dem späteren deutschen Zweitliga-Profi Virgil Matthews unter Trainer Krystkowiak den Titelgewinn im Meisterschaftsturnier der Big Sky. Im landesweiten NCAA-Endrundenturnier verlor man in der zweiten Runde gegen die Eagles des Boston College. Krystkowiak wechselte anschließend als Trainer in die NBA  zurück und unter dem neuen Trainer Wayne Tinkle konnten die Grizzlies an die vorherigen Erfolge zunächst nicht mehr anschließen. Am Ende seiner NCAA-Karriere 2009 gehörte Hasquet zu den besten zehn Spielern in der ewigen Bestenliste der Grizzlies bei erzielten Punkten, erfolgreichen Distanzwürfen von hinter der Dreipunktelinie und Rebounds.
Nachdem Hasquet in der NBA-Draft 2009 von keinem Klub berücksichtigt worden war, begann er eine Karriere als Profi bei Starwings Regio Basel aus Birsfelden in der Schweizer Basketball-Nationalliga. Mit dieser Mannschaft gelang Hasquet 2010 der Titelgewinn im Schweizer Pokalwettbewerb, was der erste Titelgewinn des Vereins seit der Rückkehr in die höchste Spielklasse 2005 war. In der folgenden Saison 2010/11 stand Hasquet in der Republik Zypern bei Omonia Nikosia unter Vertrag. Hier blieb er jedoch nur kurz und wurde erst zur folgenden Saison beim deutschen Erstligisten Phoenix aus Hagen wieder als Profi aktiv. In Hagen hatten bereits mit Daren Engellant und David Bell zwei weitere ehemalige Spieler der Montana Grizzlies als Profis gespielt. Zu Beginn der Basketball-Bundesliga 2011/12 erzielte Hasquet am fünften Spieltag mit unter anderem sieben erfolgreichen Dreipunktwürfen 38 Punkte bei der Auswärtsniederlage beim Erstliga-Rückkehrer Bayern München. Diese individuelle Bestleistung in einem Spiel wurde bis Saisonende von keinem anderen Spieler mehr übertroffen, inklusive Hasquet selbst, der nur noch selten so gut traf und am Saisonende mit gut neun Punkten pro Spiel keine durchschnittlich zweistellige Punktausbeute erreichte. Hagen reichten am Saisonende elf Siege in 34 Spielen auf dem viertletzten Tabellenplatz zum neuerlichen Klassenerhalt.
In der Saison 2012/13 spielte Hasquet in der finnischen Korisliiga für den Erstligisten Namika aus Lahti. Mit dieser Mannschaft erreichte er jedoch nur 13 Siege in 44 Spielen und zusammen mit zwei anderen Mannschaften die zweitschlechteste Bilanz aller Vereine der höchsten finnischen Spielklasse in jener Saison. Anschließend war Hasquet ein Jahr lang nicht als Berufsbasketballspieler tätig, bevor er zur Saison 2014/15 nach Europa als Basketballspieler zurückkehrte. Beim luxemburgischen Erstligisten „Amis du Basketball“ (AB) aus Contern, der den vorherigen deutschen Zweitligatrainer Thomas Glasauer verpflichtet hatte, wurde er neben seinem Landsmann Jeremy Black, der zuvor fünf Jahre in der zweiten deutschen Liga gespielt hatte, als Neuzugang vorgestellt. In der Saison 2015/16 spielte Hasquet im selben Land bei Amicale Steinsel, dies wurde sein letzter Verein als Profi.